# En pige uden lige
En pige uden lige er en dansk film fra 1943, instrueret af Jon Iversen og Ole Berggreen efter efter manuskript af Jon Iversen baseret på Oscar Wennerstens komedie Brødrene Østermans Huskors.

## Medvirkende
- Ellen Gottschalch
- Peter Malberg
- Johannes Meyer
- Rasmus Christiansen
- Petrine Sonne
- Poul Reichhardt
- Ib Schønberg
- Maria Garland
- Inger Stender
- Hans Egede Budtz
- Svend Bille
- Randi Michelsen
- Preben Kaas

## Handling
I Strandgården på Tåsinge lever de tre brødre Østermann Lars, Nikolaj og Hans en tilbagetrukken tilværelse, de er alle tre ungkarle. De har gennem årene udviklet sig til tre originaler, som lader deres gård forfalde, og i øvrigt ikke gider tage sig af noget som helst. For yderligere at kunne pleje deres magelighed fæster de en enepige, Anna Hansen (Ellen Gottschalck) inde fra København, og de imødeser alle tre hendes ankomst med spændt forventning. Anna Hansen viser sig at være en dygtig og rapmundet pige med et dejligt lyst sind, og et friskt og sundt syn på tilværelsen.